# Adenomyóza
Adenomyóza je nenádorové onemocnění, které vzniká následkem přesunu normální žlázové výstelky děložní dutiny (endometria) do vrstvy děložní svaloviny (myometria). Žlázová tkáň postupně vrůstá stále hlouběji do svalové vrstvy, u které, na rozdíl od endometria, nedochází k typickým cyklickým změnám v rámci menstruačního cyklu. Příčina takovéhoto chování endometria není známa, uvažuje se o vlivu estrogenu a mechanické příčině (opakované porody) ve smyslu poškození bazální membrány jako fyziologické bariéry mezi sliznicí a svalovinou dělohy.
Adenomyóza postihuje hlavně ženy v plodném věku starší 30 let, které vícekrát rodily. Často se vyskytuje v kombinaci s endometriózou a leimyomem dělohy.

## Příznaky
Příznaky tohoto onemocnění jsou velmi málo specifické, proto se na něj v diferenciální diagnostice nemyslí. Až donedávna se diagnóza stanovovala až po hysterektomii histologickým vyšetřením, dnes ji s poměrně značnou jistotou dokáže určit vyšetření magnetickou rezonancí (MRI).
K nejčastějším příznakům patří nepravidelné a silné menstruační krvácení a bolesti v oblasti pánve. Při gynekologickém vyšetření se zjistí často difúzně zvětšená děloha. Část žen nemusí mít žádné příznaky – stupeň klinických potíží závisí na hloubce invaze žlázové tkáně do svalu.

## Diagnostika

### Histologické vyšetření
Adenomyóza může být ložisková nebo difúzní, makroskopicky způsobuje ztluštění myometria a změnu konfigurace jeho svalových buněk. Dalším typickým znakem bývají cystická a hemoragická ložiska v děložní svalovině. Mikroskopickým důkazem je přítomnost žlázové tkáně endometria v myometriu. Častěji postihuje zadní stěnu, naopak prakticky nikdy děložní hrdlo.

### Ultrasonografie
Význam má zejména ultrasonografie transvaginálním přístupem. Kromě zvětšené dělohy zobrazí ultrazvuk asymetrické ztluštění myometria, špatně rozeznatelnou hranici mezi endometriem a myometriem, cystická ložisky v myometriu a echogenní drobná ložiska nebo pruhy v myometriu (žlázová tkáň vrůstající do svaloviny). Typické je rovněž zvýraznění vaskularizace.

### Magnetická rezonance
Magnetická rezonance (MRI) je v diagnostice adenomyózy metodou první volby. Zásadní vyšetřovací sekvencí je T2 vážení v sagitální rovině. Zobrazuje se v podobě neostro ohraničeného ložiskového nebo difúzního ztluštění hypointenzní junkční zóny, což je obrazovým projevem hyperplazie hladké svaloviny, jako reakce na vrůstající žlázovou tkáň. Diagnóza adenomyózy je vysoce pravděpodobná v případech, kdy je tloušťka junkční zóny větší nebo rovná 12 mm; naopak je možno adenomyózu vyloučit, když je tloušťka 8 a méně milimetrů. U zhruba 50 % pacientů je možné při T2 vážení identifikovat hyperintenzní ložiska, proužky a/nebo drobné cysty; vzácněji jsou drobné T1 hyperintenzní ložiska (drobné krvácení, pro adenomyózu typické).
Magnetická rezonance dokáže odlišit difúzní adenomyózu od ložiskové adenomyózy, i ložiskovou adenomyózu od leiomyomu dělohy (na rozdíl od myómu ložisko adenomyózy jen minimálně deformuje děložní dutinu nebo konturu jejího povrchu, má neostré kontury, pseudokapsulu jen výjimečně). Podání kontrastní látky diagnostickou přesnost nezvyšuje.

### Počítačová tomografie
Počítačová tomografie (CT) nedokáže identifikovat adenomyózu, zobrazí pouze zvětšenou dělohu.

## Léčba

### Hysterektomie
Hysterektomie je dnes považovaná za definitivní léčbu adenomyózy, ale zejména u mladších žen, které si chtějí zachovat plodnost se upřednostňuje alespoň dočasně konzervativní (farmakologická) léčba.

### Konzervativní přístupy
Léky odstraňují příznaky, nejčastější je tlumení bolestí nesteroidními antirevmatiky. Při poruchách menstruačního cyklu se nasazuje hormonální léčba. Účinné je zavedení nitroděložního tělíska, ze kterého se postupně uvolňuje levonorgestrel. Radikálnějším zákrokem je ablace endometria, využití embolizace arteria uterina je zatím ve stádium výzkumu.